# Fritz Schiller

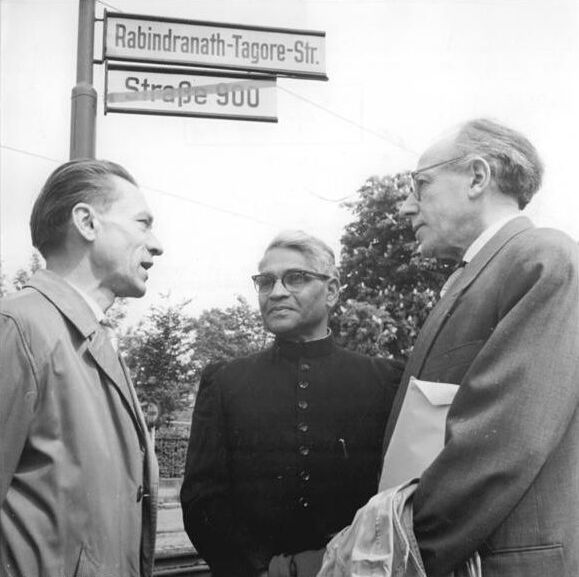
Anlässlich der Umbenennung der Straße 900 in Rabindranath-Tagore-Straße am 6. Mai 1961 in Berlin-Grünau unterhalten sich der indische Gastprofessor Nohamad Asraf (Mitte), der Direktor des Instituts für Indienkunde an der Humboldt-Universität Walter Ruben (rechts) sowie der Bezirksbürgermeister von Köpenick Fritz Schiller (links).

Fritz Schiller (* 19. Februar 1912 in Königsberg, Preußen; † 29. Mai 1992 in Berlin) war ein deutscher Politiker (SED) und Widerstandskämpfer gegen das NS-Regime. Er war Bezirksbürgermeister von Berlin-Köpenick.

## Leben
Schiller, Sohn eines Arbeiters, besuchte die Volksschule und erlernte den Beruf des Zimmermanns. 1926 trat er der Sozialistischen Arbeiter-Jugend, 1930 dem Kommunistischen Jugendverband Deutschlands bei. 
Nach der „Machtergreifung“ der Nationalsozialisten beteiligte sich Schiller am kommunistischen Widerstand. Er wurde bereits 1933 verhaftet. Schiller verbrachte zweieinhalb Jahre in den KZ Lichtenburg und Sachsenhausen. Während des Zweiten Weltkrieges musste er als Soldat Kriegsdienst leisten und geriet in Kriegsgefangenschaft.
Nach seiner Entlassung trat Schiller der Kommunistischen Partei Deutschlands (KPD) bei und wurde Mitglied der Sozialistischen Einheitspartei Deutschlands (SED). Er fand seine Frau und seinen Sohn wieder, die als Umsiedler aus Ostpreußen gekommen waren und bekam im November 1946 eine Wohnung in Berlin-Zehlendorf im amerikanischen Sektor zugewiesen, aus der sie im August 1949 zwangsgeräumt werden sollten. Er besuchte die Parteihochschule „Karl Marx“ beim ZK der SED und wirkte anschließend als Parteifunktionär im Land Brandenburg. Von September 1951 bis September 1961 war er Bezirksbürgermeister von Berlin-Köpenick. Er gehörte zudem ab November 1958 als Mitglied dem Magistrat von Groß-Berlin an. 
Schiller starb im Alter von 80 Jahren und seine Urne  wurde im Ehrenhain für die Opfer des Nationalsozialismus auf dem Friedhof Baumschulenweg beigesetzt.

## Auszeichnung
- Vaterländischer Verdienstorden in Bronze (1959)